# AMC P16
AMC Schneider P 16, также известный как модель AMC Citroën-Kégresse 1929 года или Panhard-Schneider P16 — полугусеничный бронеавтомобиль, разработанный для французской армии перед Второй мировой войной.

## История
Модель бронеавтомобиля P 16 была разработана в 1924-1925 годах компанией Citroën на основе более ранней модели Citroën-Kégresse 1923 года, одной из моделей, использующих гусеничный движитель Адольфа Кергесса. Он был очень похож по концепции, но имел увеличенный бронированный корпус, построенный фирмой Schneider, и более мощный двигатель Panhard мощностью 60 л. с. В июне 1925 года был получен заказ на предварительную серию из четырех автомобилей. В октябре того же года заказана первая серия из десяти единиц. Citroën оказался не в состоянии производить автомобили, и заказ был передан на Schneider. Citroën поставлял шасси, Kégresse гусеничные движители. 
Предсерийные автомобили получают фирменное обозначение Modèle 1928 или M 28 после года их поставки; серийные автомобили также называются Modèle 1929 или M 29, хотя фактическая поставка была в 1930 и 1931 годах. Однако официальное название, присвоенное в 1931 году, - AMC Schneider P 16. Таким образом, P 16 был принят как соответствующий техническим требованиям для колесного бронеавтомобиля или AMC № 1, как указано Верховным командованием 12 апреля 1923 года, хотя транспортное средство не было специально разработано для удовлетворения их требований и частично отвечало требованиям AMC № 2, изложенным в августе 1924 года, в котором требовалась гусеничная машина — поскольку она действительно была промежуточной. "AMC" расшифровывается как Automitrailleuse de Combat. Хотя Automitrailleuse является синонимом "бронированного автомобиля", в то время это было кодовое название любой бронированной машины для кавалерийских частей. На самом деле их роль была практически такой же, что и у основного боевого танка, так как французская кавалерия не собиралась принимать на вооружение полноценные танки до 1935 года; в двадцатые годы полностью гусеничных машин были, учитывая состояние технологического развития, рассмотрены кавалеристами как слишком медленные. Всего было выпущено не менее 96 автомобилей основной серии с серийными номерами от 37002 до 37168, в результате чего было выпущено в общей сложности 100 автомобилей, включая прототипы.

### Планы экспорта
AMC Schneider P 16 никогда не экспортировался. Однако в июле 1930 года верховное командование Бельгийской королевской армии рассмотрело вопрос о приобретении этого типа бронеавтомобилей в контексте программы механизации кавалерии. Они предусматривали установку специально разработанной бельгийской высокоскоростной 47-мм пушки FRC, чтобы придать ей гораздо более высокую противотанковую способность. В конце концов бельгийцы решили не приобретать данные бронеавтомобили и вместо этого купили французские танки AMC 35.

### Описание
AMC Schneider P 16 полугусеничный бронеавтомобиль, 4830 мм в длину, 1750 мм в ширину и 2600 мм в высоту. Поскольку максимальная толщина брони составляет всего 11,4 мм, вес соответственно был невелик - 6,8 тонны. В сочетании с четырехцилиндровым двигателем объемом 3178 куб. см мощностью 60 л. с. в носовой части автомобиля, что обеспечивает высокую максимальную скорость 50 км/ч. Топливный бак объемом 125 литров обеспечивает дальность полета до 250 километров. Пропускная способность траншеи составляет 40 сантиметров, можно подняться на уклон 40%.
В P16 использует полугусеничный привод Kégresse, разработанный Citroën-Kégresse, без передачи мощности на управляемые передние колеса. Гусеничная лента не имеет реальных звеньев, но состоит из внутренней стальной ленты, встроенной в резину. Большая звездочка находится впереди; за ней посередине расположена центральная ось, на которой вращается секция с двумя тележками, каждая из которых удерживает два небольших дорожных колеса, и длинная двойная балка сзади, удерживающая большое заднее колесо. Над осью расположен один верхний ролик, поддерживающий гусеницу. Экипаж состоял из трех человек: командир в башне и два водителя в корпусе, второй был обращен назад, чтобы сразу же проехать половину пути в этом направлении, когда попадет в засаду. Эта функция "двойного привода" типична для разведывательной машины.
Предсерийная серия М28 имела восьмиугольную башню расположенную поверх восьмиугольного боевого отделения; башня имеет короткую пушку SA 16 37 мм спереди и пулемет Хотчкисса "8 мм" (который на самом деле имел калибр 7,92 мм) сзади. Небольшие барабаны перед каждым передним колесом помогают преодолевать препятствия.
M 29 имеет измененную конфигурацию. Боевое отделение квадратное, а пулемет, теперь 7,5-мм "Рейбел", соосен с пушкой в передней части башни. Маленькие барабаны заменены тремя очень большого диаметра, самый широкий посередине, что позволяет преодолевать 50 - сантиметровое препятствие. Есть сто патронов для 37 - мм пушки; шестьдесят HE и сорок AP; три тысячи патронов для MAC 31: 1950 или тринадцать магазинов стандартных патронов и 1050 или семь магазинов AP-пуль; 7,5-мм "Рейбель" имел максимальную бронепробиваемость около 12 мм.

### Эксплуатация и боевое применение
P16 впервые служили в восьми автономных эскадронах боевых машин (EAMC), которые в 1932 году были распределены по четырем из пяти кавалерийских дивизий. Позже они были использованы 1er-й дивизией Légère Mécanique (DLM или механизированная легкая дивизия), первой бронетанковой дивизией Франции, в качестве основных боевых машин, пока с 1937 года их не заменили на SOMUA S35. Четырнадцать из них затем были переведены в 2-й полк стрелков в Тунисе, а остальные-в пехотные дивизии, которые развернули их в качестве бронеавтомобиля для разведки (АМР, термин, обозначающий поддержку БТТ для мотопехоты, а не чисто разведывательный) в разведывательный отдел группам пехоты, разведывательных подразделениях, предусмотренных в кавалерии, в моторизованных пехотных дивизий: 1er, который GRDI, GRDI 3Э, 4Э GRDI, GRDI 6е и 7е GRDI каждый должен был во время сражения Франции номинальная сила шестнадцати лет (четыре взвода по три в группы'Escadrons де разведки или Гера, а также резерв четыре) в общей сложности на восемьдесят. На самом деле их число было меньше: 2 сентября 1939 года в этих подразделениях было 74 P 16, а 10 мая их число сократилось до 54: 8 в 1er GRDI; 12 в 3e GRDI; 9 в 4e GRDI; максимум 30 в 6e GRDI и 12 в 7e GRDI; в последних двух подразделениях они были частью двух смешанных эскадрилий AMR/AMD. Шестнадцать из них в тот момент находились в ремонте или использовались для обучения водителей, 22 числились в общем запасе техники — они фактически вышли из строя и считались не подлежащими ремонту. Некоторые GRDIS были приспособлены за счет сокращения числа взводов P 16 с четырех до трех. В пехотном подразделении этот тип был известен как AMR Schneider P 16.
К этому времени все транспортные средства этого типа были полностью изношены и близки к постепенному отказу в пользу легких танков Hotchkiss. Из некоторых подразделений экипажи уже уехали, чтобы пройти переподготовку по использованию танка, и их пришлось спешно отозвать, когда началось вторжение. Тем не менее, они сражались с некоторой эффективностью против сил вторжения: например, 14 мая два P 16 1er GRDI сыграли решающую роль в отбитии Оут-ле-Вастии у немецкой пехоты, принадлежащей 5-й танковой дивизии. Из-за больших расстояний, которые приходилось преодолевать моторизованным дивизионам, большинство P 16 в конечном итоге пришлось оставить после механической поломки.
После перемирия французским подразделениям Виши в Северной Африке было разрешено использовать транспортные средства в Северной Африке, но они были переведены в 5e Régiment de Chasseurs d'Afrique в Алжире. Одиннадцать в марте 1940 года уже были переведены в 2e RCAP (Régiment de Chasseurs d'Afrique Portés) 6e DLC (Кавалерийский дивизион), а также несколько экземпляров были переведены в 1941 году в 3-й африканский истребительный полк, а затем в июле в 5-ю армию в Оране. Последний раз они приняли участие Тунисской кампании в 1942 году. 
О сохранившихся автомобилях AMC Schneider P 16 не известно.